# Rudolf Těsnohlídek

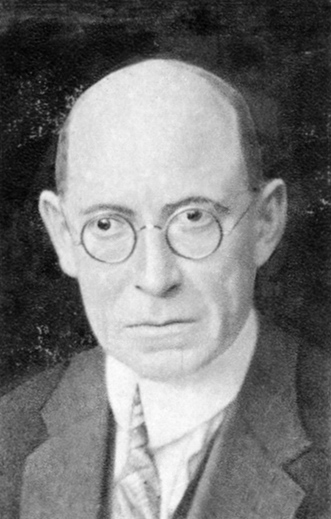
Rudolf Těsnohlídek

Rudolf Těsnohlídek (* 6. Juni 1882 in Čáslav; † 12. Januar 1928 in Brünn) war ein tschechischer Publizist, Prosaschriftsteller, Dichter und Übersetzer.

## Leben
Těsnohlídek erfuhr eine schwere Kindheit, da sein Vater unangemessen und streng war, seine Mutter bereits während seiner Studien in der Septima starb und vor seinen Augen einer seiner Schulkameraden in der Elbe ertrank. Seine Gymnasialausbildung begann er in Čáslav und beendete diese in Königgrätz. Mit 19 Jahren wurde er 1901 an der Philosophischen Fakultät der Karls-Universität in Prag immatrikuliert, wo er moderne Philologie und Philosophie studierte. In seinem späteren Schaffen war Těsnohlídek von nordischen Autoren wie Arne Garborg, Jens Peter Jacobsen und Knut Hamsun beeinflusst, sodass er diese auch ins Tschechische übersetzte. Am 27. Mai 1905 heiratete er Jindra Kaja Kopecká; sie verstarb während der Flitterwochen in Norwegen am 23. Juli 1905 22-jährig an Tuberkulose. Auf einen Rat seines Freundes Stanislav Kostka Neumann hin ging er nach Brünn, um dort eine Journalistenlaufbahn als Redakteur für Moravský kraj zu beginnen. Später arbeitete er als Feuilletonist und Gerichtskarikaturist für Lidové noviny. Mit Eduard Valenta und Bedřich Golombek bildete er einen festen Zusammenschluss der Brünner Lidové noviny, in dem er den Höhenpunkt seines Genres erreichte. Außerdem schrieb er einige Bücher für Kinder und Jugendliche. 1909 heiratete er Anna Kutilová; aus dieser Ehe ging der Sohn Milan hervor.
Neben seinen literarischen Arbeiten widmete sich Těsnohlídek auch sozialen und karitativen Tätigkeiten. Als er bei einem Ausflug wenige Tage vor Weihnachten 1919 in den Bilowitzer Wäldern ein verlassenes, hilfloses Kind Liduška gefunden hatte, beflügelte ihn der Gedanke, städtische Weihnachtsbäume aufzustellen, unter denen Spenden für arme Kinder und Familien abgelegt werden konnten. Den nordischen Brauch des öffentlichen Weihnachtsbaumes brachte er aus Kopenhagen nach Brünn, wo im Jahre 1924 der erste öffentlich Städtische-Weihnachtsbaum aufgestellt wurde. Die Spendenaktionen waren ein großer Erfolg, im Jahre 1928 konnte mit Hilfe der Gelder der Grundstein zum Dětský domov Dagmar (Kinderheim Dagmar) für einsame Kinder gelegt werden. Die Idee war für weitere Städte Vorbild und wird bis heute gepflegt.
1916 wurde Těsnohlídek von seiner zweiten Frau Anna geschieden, sein Sohn blieb bei ihr und wurde später von ihrem zweiten Mann, dem Arzt und Sanatoriumsbesitzer Jan Navrátil, adoptiert. Dessen Sanatorium führte Těsnohlídeks Sohn Milan Navrátil weiter. Im April 1924 heiratete Těsnohlídek Olga Vasická-Zámečníková; für beide Partner war dies die dritte Ehe. Těsnohlídek konnte die tragischen Erlebnisse in seinem Leben nicht bewältigen. Sein anfänglich vom Impressionismus und der nordischen Literatur geprägtes Werk spiegelte zunehmend seinen Lebenspessimismus wider. Am Morgen des 12. Januar 1928 erschoss er sich. Seine Frau Olga beging noch am selben Tage ebenfalls Suizid, sie starb an einer  Leuchtgasvergiftung. Am 11. Februar 1928 wurden ihre Urnen gemeinsam auf dem Brünner Zentralfriedhof beigesetzt.

## Werke
- Nénie, 1902
- Dva mezi ostatními, 1906, Prosa
- Květy v jíní, 1908, Prosa
- Poseidon, 1916, Prosa
- Liška Bystrouška (Abenteuer des Füchsleins Schlaukopf), 1920, Märchen
- Paví oko, 1922, Dichterprosa
- Kolonia Kutejsík, 1922, Prosa
- Čimčirínek a chlapci, 1922, Kinder- und Jugendbuch
- Den, 1923, lyrische Sammlung
- Poťóchlencovi příběhové, Artikel von Lidové noviny
- Vrba zelená, 1925, Phantasie-Groteske
- Demänová, 1926, Prosa über die Demänovská ľadová jaskyňa
- Rozbitý stůl, erst nach seinem Tod 1935 erschienen